# Diuranian amonu
Diuranian amonu, ADU, (NH
4)
2U
2O
7 – nieorganiczny związek chemiczny z grupy diuranianów. W warunkach standardowych jest czerwono-żółtym, bezpostaciowym proszkiem lub żółtym, krystalicznym ciałem stałym.
Otrzymywany przez wprowadzenie do roztworu azotanu uranylu roztworu węglanu amonu, szczawianu amonu lub amoniaku.
Stosowany jako półprodukt do otrzymywania tlenków uranu na skalę przemysłową, z uwagi na rozkładanie się do UO
3 (w temperaturze 600–800 °C) lub U
3O
8 (w 800–1000 °C). W chemii analitycznej służy do oddzielania uranu od innych jonów.